# 清武町加納
清武町加納（きよたけちょうかのう）とは、宮崎県宮崎市および旧宮崎郡清武町の地名。清武地域自治区に属している。甲・乙・丙の地番符号を用いる地域（旧大字加納）と、1-5丁目（住居表示非実施）を用いる地域に分かれる。郵便番号は地番符号使用地域が889-1605。丁目表記地域が889-1607である。

## 地理
宮崎市の中南部、清武川右岸に位置する。宮崎市のベッドタウンとして栄えている地域で住宅街や大学などの文教地区がある。清武町域で最も人口の多い地域であり、加納甲におよそ半数が集まる。
北方を古城町、東方を源藤町、本郷北方、郡司分、南方を清武町木原、清武町新町、西方を清武町船引と接する。清武町あさひ、清武町池田台、清武町池田台北を内包する。

## 歴史
- 2010年（平成22年）3月23日 - 清武町が宮崎市に編入合併となる。宮崎市に合併の際に大字加納の「大字」が省略された。

## 世帯数と人口
2023年（令和5年）3月1日現在の世帯数と人口は以下の通りである。
| 町丁            | 世帯数   | 人口   |
| --------------- | -------- | ------ |
| 清武町加納甲    | 2511世帯 | 5374人 |
| 清武町加納乙    | 1614世帯 | 3422人 |
| 清武町加納丙    | 141世帯  | 157人  |
| 清武町加納1丁目 | 235世帯  | 379人  |
| 清武町加納2丁目 | 169世帯  | 276人  |
| 清武町加納3丁目 | 120世帯  | 262人  |
| 清武町加納4丁目 | 63世帯   | 66人   |
| 清武町加納5丁目 | 106世帯  | 73人   |

## 小・中学校の学区
市立小・中学校に通う場合、学区は以下の通りとなる。
| 町名             | 小学校             | 中学校             |
| ---------------- | ------------------ | ------------------ |
| 清武町加納の一部 | 宮崎市立加納小学校 | 宮崎市立加納中学校 |
| 清武町加納の一部 | 宮崎市立清武小学校 | 宮崎市立清武中学校 |

## 交通

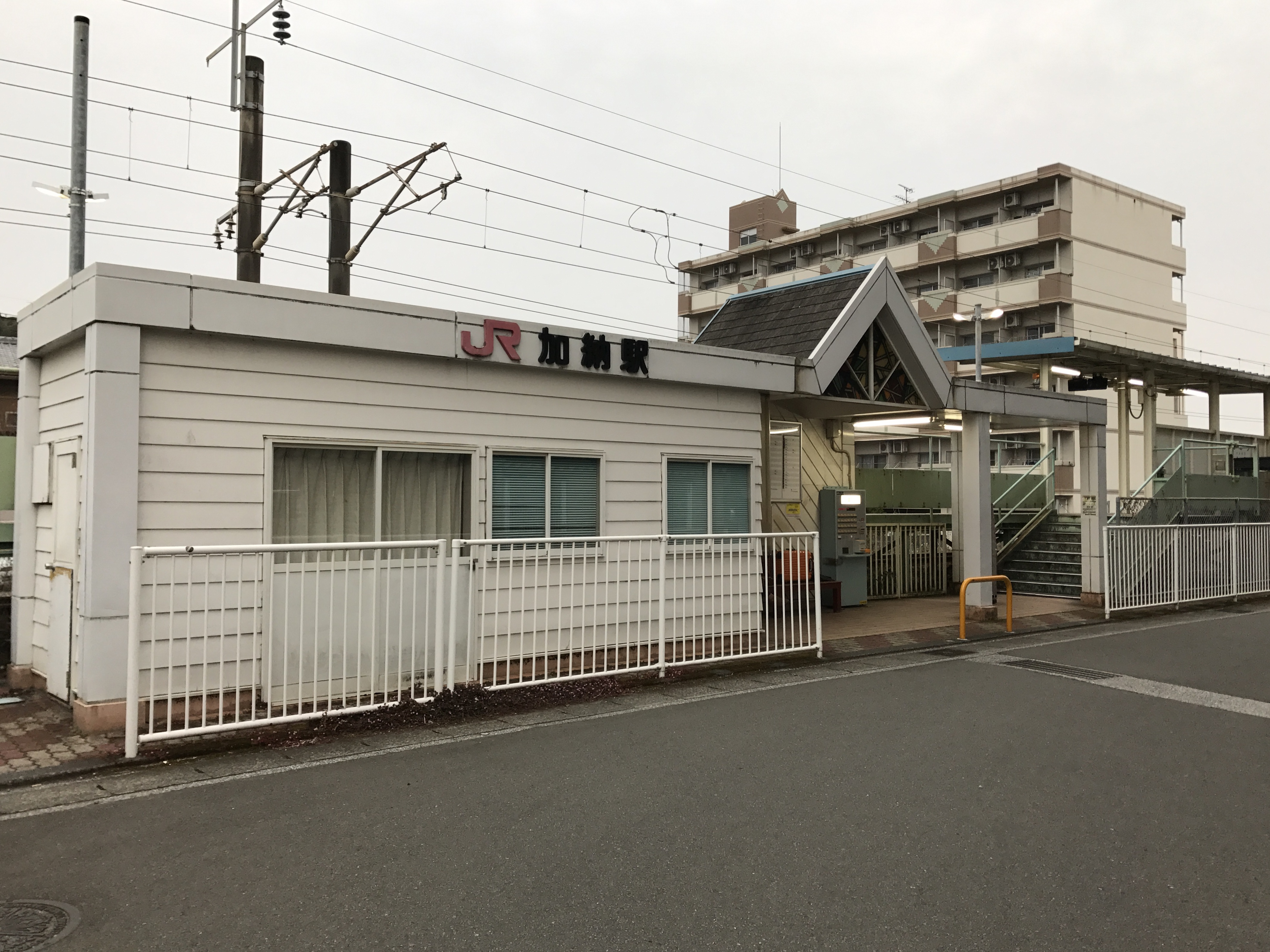
加納駅

### バス
宮交グループの運営するバスが営業している。

### 鉄道
JR日豊本線が通過している。JR加納駅が設置されている。

### 道路
- 宮崎自動車道
- 国道220号
- 国道269号
- 宮崎県道27号宮崎北郷線

## 施設
- 宮崎自動車道 宮崎本線料金所、清武パーキングエリア
- 宮崎市立加納小学校
- 宮崎市立加納中学校
- 安井息軒生誕地
- 宮崎国際大学
- 宮崎学園短期大学